# Национален музей на Бангладеш
Националният музей на Бангладеш (на бенгалски: বাংলাদেশ জাতীয় জাদুঘর) е националният музей на Бангладеш. Намира се в Шахбаг, Дака.
Съдържа хронологично разположени експозиции в няколко отдела – отдел по етнография и декоративно изкуство, отдел по история и класическо изкуство, отдел по естествена история и отдел по съвременна и световна цивилизация. Музеят разполага и с богата консервационна лаборатория.
Има средно над 2000 посетители всеки ден.

## История
Създаден е на 20 март 1913 г. под името „Музей Дака“. Официално е открит на 7 август 1913 г. от лорд Кармайкъл, губернаторът на Бенгал. През юли 1915 г. е предаден на наиб Назим от Дака. Става Национален музей на Бангладеш на 17 ноември 1983 г. 

## Структура
Категориите артефакти на Националния музей са:
- История и класическо изкуство
- Етнология и декоративно изкуство
- Съвременното изкуство и световната цивилизация
- Катедра по естествена история
- Консервационна лаборатория

Има и отдел за народна просвета.